# Stephenville (flygplats)
Stephenville är en flygplats i Kanada. Den ligger i den östra delen av landet, 1 300 km öster om huvudstaden Ottawa. Stephenville ligger 24 meter över havet.
Terrängen runt Stephenville är platt åt sydost, men åt nordväst är den kuperad. Havet är nära Stephenville söderut. Närmaste större samhälle är Stephenville, 2,4 km väster om Stephenville. 